# Самохін Генадій Вікторович
Генадій Вікторович Самохін (нар. 14 липня 1971, Сімферополь) — викладач, спелеолог, автор понад 50 наукових публікацій.
Самохіну належить світовий рекорд глибини спуску під землю (в печеру). Він був встановлений в карстовій шахті ім. Крубера в Абхазії на глибину 2158 метрів (2006 і 2007) і 2196 метрів (2012).

## Біографія
Народився 14 липня 1971 року в Сімферополі, нині АР Крим, Україна (тоді Кримська область, УРСР, СРСР).
У 1991—1995 роках навчався в Сімферопольському державному університеті на географічному факультеті, отримавши спеціальність «Географія».
Член президії Української спелеологічної асоціації (з 2005). У 2006—2012 роках — асистент кафедри землезнавства та геоморфології Таврійського національного університету ім. В. І. Вернадського (ТНУ). Організатор і керівник Кримського спелеологічного клубу при ТНУ (з 2006). Вчений секретар Кримського відділу Українського географічного товариства (з 2007). Президент Української спелеологічної асоціації (2007, 2008, 2009, 2010). Член редколегії Міжнародного спелеологічного журналу «Світло» (Київ) (з 2010).
З 2012 року по теперішній час — старший викладач кафедри землезнавства та геоморфології Таврійського національного університету ім. В. І. Вернадського (після 2014 року — Таврійська Академія Кримського федерального університету імені В. І. Вернадського).
Залишився в анексованому Криму. У квітні 2016 року отримав від Путіна сертифікат для створення так званої «бази даних печер Росії».

## Нагороди
- Національна премія «Кришталевий компас» в номінації «Подорож і експедиція» (2015)
- Медаль ім. Морозова Російського географічного товариства за видатні досягнення в області спелеології (2008).
- Грамота за видатні заслуги Української спелеологічної асоціації (2012).
- Почесна грамота Української спелеологічної асоціації (2012).